# Treron
Treron Vieillot, 1816 è un genere della famiglia dei Columbidi. È l'unico genere della tribù Treronini (sottofamiglia Raphinae).

## Descrizione
Il genere comprende piccioni frugivori con corporatura tozza, coda corta e colorazione fondamentale verde con macchie gialle, nere, castane o arancioni. Questi colori vengono accentuati con l'assunzione di carotenoidi nella dieta. Infatti se vengono allevati in cattività e il cibo ha un contenuto basso di queste sostanze gli uccelli assumono una colorazione grigiastra perdendo completamente la brillantezza del piumaggio. In molte specie la cera del becco è particolarmente espansa e assume colori vivaci. A differenza degli altri piccioni frugivori l'intestino è stretto e lungo e lo stomaco muscolare è ben sviluppato e in grado di triturare anche i semi.

## Biologia
La loro alimentazione è costituita principalmente da semi di Ficus selvatico. Hanno abitudini arboricole, il volo è agile e veloce. Contrariamente a tutti gli altri Columbiformi emettono versi simili a quelli delle anatre oltre a fischi e sibili. Gli studi etologici di questo gruppi di uccelli sono molto scarsi, sembra che molte specie stiano attualmente in fase di rapida speciazione, sviluppando nuove disposizioni di colori, nuovi richiami e nuove forme di isolamento riproduttivo che meriterebbero studi più approfonditi.

## Distribuzione e habitat
L'areale comprende l'Africa e le regioni orientali.

## Tassonomia
Il genere Treron comprende le seguenti specie:
- Treron fulvicollis (Wagler, 1827) - piccione verde testacannella;
- Treron olax (Temminck, 1823) - piccione verde minore;
- Treron vernans (Linnaeus, 1771) - piccione verde collorosa;
- Treron bicinctus (Jerdon, 1840) - piccione verde pettoarancio;
- Treron pompadora (J. F. Gmelin, 1789) - piccione verde di Sri Lanka;
- Treron affinis (Jerdon, 1840) - piccione verde frontegrigia;
- Treron phayrei (Blyth, 1862) - piccione verde testacenere;
- Treron chloropterus Blyth, 1845 - piccione verde delle Andamane;
- Treron axillaris (Bonaparte, 1855) - piccione verde delle Filippine;
- Treron aromaticus (J. F. Gmelin, 1789) - piccione verde di Buru;
- Treron curvirostra (J. F. Gmelin, 1789) - piccione verde beccogrosso;
- Treron griseicauda Bonaparte, 1855 - piccione verde guancegrigie;
- Treron teysmannii Schlegel, 1879 - piccione verde di Sumba;
- Treron floris Wallace, 1864 - piccione verde di Flores;
- Treron psittaceus (Temminck, 1808) - piccione verde di Timor;
- Treron capellei (Temminck, 1822) - piccione verde maggiore;
- Treron phoenicopterus (Latham, 1790) - piccione verde piedigialli;
- Treron waalia (F.A.A.Meyer, 1793) - piccione verde di Bruce;
- Treron australis (Linnaeus, 1771) - piccione verde del Madagascar;
- Treron griveaudi Benson, 1960 - piccione verde delle Comore;
- Treron calvus (Temminck, 1811) - piccione verde africano;
- Treron pembaensis Pakenham, 1940 - piccione verde di Pemba;
- Treron sanctithomae (J.F.Gmelin, 1789) - piccione verde di São Tomé;
- Treron apicauda Blyth, 1846 - piccione verde codaspillo;
- Treron oxyurus (Temminck, 1823) - piccione verde di Sumatra;
- Treron seimundi (Robinson, 1910) - piccione verde culgiallo;
- Treron sphenurus (Vigors, 1832) - piccione verde cuneato;
- Treron sieboldii (Temminck, 1835) - piccione verde panciabianca;
- Treron formosae Swinhoe, 1863 - piccione verde fischiatore.